# Валерија Месалина

Валерија Месалина (лат. Valeria Messalina) је била трећа супруга римског цара Клаудија. Била је кћерка Марка Валерија Месале Барбата и Домиције Лепиде Млађе и тако са очеве стране блиска рођака цара Нерона, рођака цара Калигуле и пра-пра-нећака цара Октавијана Августа. Позната је по снажном утицају на свог мужа, због кога је постала једном од најмоћнијих жена свог доба, али и склоности промискуитету због кога је код каснијих генерација постала оличењем разврата, неморала, декаденције и изопачености Римског царства. Клаудије ју наредио да се Месалина погуби након што је откривена завера коју је против њега организовала с једним од својих љубавника. Њена лоша репутација је вероватно резултат политичке пристрасности. Месалинина неславна репутација утврђивана је у уметничким делима и књижевности у модерним временима.

## Породица
Месалина је рођена у истакнутој римској аристократској породици. Њена мајка, Домиција Лепида Млађа, била је најмлађе дете конзула Луција Домиција Ахенобарба и Антоније Старије. Антонија Старије била је ћерка тријумвира Марка Антонија и његове четврте жене, Октавијанове сестре, Октавије Млађе.
Ахенобарб и Антонија Старија имали су троје деце, Домицију Лепиду Старију, Домицију Лепиду Млађу и Гнеја Домиција Ахенобарба, оца будућег цара Нерона.
Месалинин деда, био је уједно и деда цара Нерона, чиме су он и Месалина били блиски рођаци.
Отац будуће царице, Марко Валерије Месала, био је син Клаудије Марцеле, ћерке Августове сестре, Октавије Млађе. Тиме су и Месалинина бака по оцу (Клаудија Марцела) и бака по мајци (Антонија Старија) биле ћерке Октавије Млађе.
Антонија Старија такође је била тетка по мајци цара Клаудија који ће касније постати Месалинин муж.

## Младост и удаја за Клаудија
Мало тога се зна о Месалинином животу пре њене удаје за Клаудија, који је био њен рођак. Месалина и Клаудије имали су двоје деце, ћерку Клаудију Октавију (рођена 39. или 40. нове ере) и сина Британика. Клаудија Октавија касније је постала прва Неронова жена.
Могуће је да је Месалина била у кругу миљеника цара Калигуле. После убиства Калигуле и његове породице, 24. јануара 41. године, Клаудије је постао цар захваљујући подршци преторијанске гарде а Месалина је постала царица.

## Римска царица
Антички историчар Тацит у својим Аналима, тврди да се Клаудије налазио под јаким утицајем својих жена те је Месалина ускоро стекла велику моћ. Клаудијева владавина исправа је била доста несигурна, будући да је на власт дошао након убиства свог претходника и није имао подршку сенатске класе.
Месалина се ускоро окренула уклањању својих потенцијалних ривала, а њене прве жртве биле су Калигулине сестре, Агрипина Млађа и Јулија Ливила. Оне су биле последња преживела деца Германика и Агрипине Старије а тиме и праунуке Октавијана Августа. Након неуспеле завере против свог брата, Калигуле, обе сестре прогнане су на Понтинска острва. По доласку на престо Клаудије је опозвао Агрипину и Јулију из прогонства.
Ускоро су Агрипина и Јулија постале мета Месалининих сплетки, па је напослетку Клаудије, под Месалининим утицајем, прогнао Јулију на острво Пандатерија под оптужбом за прељубу са Сенеком Млађим.
Месалина је ускоро почела да користи свој утицај над Клаудијем за стицање личне користи и уклањање њених непријатеља.